# Nicrophorus antennatus
Nicrophorus antennatus (лат.) — вид жуков-мертвоедов из подсемейства могильщиков.

## Описание
Длина тела 12—22 мм. Переднеспинка несколько расширена кпереди. Надкрылья чёрного цвета с двумя оранжево-красными перевязями, широко прерванными по шву. Её задний и передний край покрыты густыми жёлтыми волосками. Надкрылья чёрного цвета с двумя оранжевыми перевязями, покрыт редкими рыжими либо жёлтыми волосками. На плечевых бугорках волоски собраны в пятна. Заднегрудь и задние бедра на нижней стороне и вершины двух последних сегментов брюшка покрыты жёлтыми волосками. Задние голени прямые. Булава усиков одноцветная, рыжая, крупная. Вертлуги задних ног несут короткий зубец.

## Ареал
Распространён от Центральной Европы на западе до юга Западной Сибири. Встречается в горах Средней Азии.

## Биология
Жуки часто встречается в сухих биотопах с ксерофитной растительностью в конце апреля — начале мая.
Являются некрофагами: питаются падалью как на стадии имаго, так и на личиночной стадии. Жуки закапывают трупы мелких животных в почву и проявляют развитую заботу о потомстве — личинках, подготавливая для них питательный субстрат. 